# Fuchsia ravenii
Fuchsia ravenii är en dunörtsväxtart som beskrevs av Denis E. Breedlove. Fuchsia ravenii ingår i släktet fuchsior, och familjen dunörtsväxter. Inga underarter finns listade i Catalogue of Life.